# The Hills Have Eyes Part II
The Hills Have Eyes Part II és una pel·lícula de terror nord-americana de 1985 escrita i dirigida per Wes Craven.És protagonitzada per Tamara Stafford, Kevin Spirtas, John Bloom, Michael Berryman, Penny Johnson, Janus Blythe, John Laughlin, Willard E. Pugh, Peter Frechette, i Robert Houston. The Hills Have Eyes Part II és la seqüela de la pel·lícula de 1977. La pel·lícula va ser produïda per Barry Cahn, Jonathan Debin, i Peter Locke.

## Trama
La pel·lícula comença amb un home que narra i després s'obre amb Bobby Carter i el seu psiquiatre parlant dels esdeveniments de la primera pel·lícula, que va tenir lloc fa set anys. Bobby encara està traumatitzat pels esdeveniments, però ell i la Rachel, (abans coneguda com a Ruby), que ara és propietari d'un equip de motoristes, també han inventat un súper combustible que pot alimentar bicicletes. L'equip ha de córrer al mateix desert on va tenir lloc la massacre original i el psiquiatre de Bobby el convenç de marxar, però ell refusa i la Rachel ocupa el seu lloc. L'equip format per la cega Cass, el seu xicot Roy, Harry, Hulk, Foster, Jane i Sue es reuneix en un autobús i marxa. Pel camí, recullen Beast d'una lliura de gossos. Abans era propietat dels Carter, ara pertany a la Rachel.
Mentre travessen el desert, es perden i en Harry suggereix una drecera pel camp de bombardeig. Mentre condueixen, l'autobús comença a filtrar combustible i s'aturen a una antiga finca minera. Mentre exploren la mina, Pluto, que aparentment va sobreviure a l'atac anterior de Beast, ataca a Rachel. Ella lluita contra ell i ell es retira, però ningú se la creu al principi fins que Pluto torna i els roba una de les seves bicicletes. En Roy i en Harry el persegueixen, però en Harry es queda enrere, queda atrapat en una trampa i és aixafat per una grandiosa roca. Roy atrapa Pluto, però és emboscat per un caníbal de 7 peus anomenat Reaper, que el deixa inconscient. Més tard es revela que el Reaper és el germà gran del Papa Jupiter.
Mentrestant, la resta del grup roman a la mina fins a la nit. Comencen a preocupar-se per en Roy i en Harry, però la Rachel i l'Hulk marxen a buscar-los mentre els altres es queden enrere. El Reaper comença a perseguir els adolescents restants. Mentre l'Hulk i la Rachel intenten escapar amb una motocicleta, el Segador dispara a Hulk pel pit amb una llança, deixant que la Rachel fugi amb por.
Reaper torna a la mina, on tira a Foster sota l'autobús i el mata. La Jane troba el cos de Foster just abans que Reaper l'atrapi i l'aixafi als seus braços. La Sue torna al campament, però Reaper la llença per una finestra i li talla la gola amb un matxet. La Rachel es troba amb Pluto, que la clava a terra, però Beast el sorprèn i el persegueix. La Rachel intenta seguir a Beast, però es troba amb una trampa posada per Reaper, que catapulta el cadàver d'Hulk contra ella. Cau enrere, s'ensopega i es colpeja mortalment la part posterior del cap contra una roca.
Mentrestant, en Roy es desperta i es troba amb Pluto al cim d'un penya-segat. Pluto es disposa a atacar-lo, però Beast torna i el fa caure del penya-segat fins que mor. Cass fuig del Reaper i acaba al seu pou de mines on va llençar els cossos, i es troba amb els cadàvers de tots els seus amics. Llança un pot d'àcid a la cara de Reaper i s'escapa per una corda amb l'ajuda d'en Roy. Reaper els segueix, però l'atrapen en un autobús ple de combustible per a bicicletes, li calen foc i miren com explota. reaper s'escapa de les restes cobertes de flames i intenta matar-los per darrera vegada, però ensopega amb un pou d'una mina oberta, caient i morint, després Roy i Cass s'abracen. La pel·lícula acaba amb Roy, Cass i Beast que s'allunyen de la mina a la sortida del sol, cap al vast desert mentre segueixen el camí cap a casa.

## Repartiment
- Tamara Stafford com a Cass
- Kevin Spirtas com a Roy
- John Bloom com a The Reaper
- Colleen Riley com a Jane
- Michael Berryman com a Plutó
- Penny Johnson com a Sue
- Janus Blythe com a Rachel/Ruby
- John Laughlin com a Hulk
- Willard E. Pugh com a Foster
- Peter Frechette com a Harry
- Robert Houston com a Bobby Carter
- Edith Fellows com a Sra. Wilson
- Susan Lanier com a Brenda Carter

## Producció
The Hills Have Eyes Part II es va rodar a baix cost el 1983. La producció es va interrompre per manca de diners.1

## Recepció

### Resposta crítica
The Hills Have Eyes Part II va rebre crítiques negatives per unanimitat de la crítica. AllMovie la va anomenar "atroç". L'agregador de ressenyes Rotten Tomatoes dona a la pel·lícula una puntuació del 0% basada en les ressenyes de 7 crítics i una puntuació de 3,00 sobre 10. El personal de Variety va escriure a la seva ressenya: "A partir d'aleshores, són tòpics avorrits i de terror de fórmula, amb un adolescent atractiu rere un altre escollit pels caníbals supervivents."
Al seu llibre The Official Splatter Movie Guide, Volumes: 1963-1992: Hundreds of the Goriest, Grossest, Most Outrageous Films Ever Made de John McCarty, afirma 
| « | "L’escriptor–director Wes Craven devia pensar que tots patim amnèsia també, perquè omple la seqüela amb clips de la primera pel·lícula per ajudar-nos a recordar el que hi va passar. La pel·lícula és tan dolenta que es va emmagatzemar durant dos anys, mai es va estrenar en cinemes i després es va vendre a vídeo i televisió de pagament per ajudar a recuperar part dels costos.."1 | » |

DVD Talk escriu a la seva ressenya: "La història diu que Wes Craven va renegar ràpidament The Hills Have Eyes Part 2, creant una seqüela ràpida i bruta perquè necessitava desesperadament diners en efectiu. Recordeu que estem parlant del tipus que va coescriure el llegendari clàssic del gènere de l’assassí del telèfon mòbil Pulse i va dirigir la terrible pel·lícula d'inspiració per a professors d'interiors de la ciutat Música del cor també; si rebutja una pel·lícula, per tot arreu com la seva filmografia, ha de ser dolorós. El més estrany és que es va fer arran de Malson a Elm Street , una pel·lícula que es va rodar gairebé per res, però que desborda d'imaginació i compta amb un ull visual enlluernador i inventiu. Aquell pou s'havia d'assecar completament quan les càmeres van començar a rodar a The Hills Have Eyes Part 2" molts mesos després. Tan inquietant com l'original The Hills Have Eyes segueix sent tots aquests anys després, la seqüela no n’ofereix res semblant a això."

## Estrena
The Hills Have Eyes Part II es va estrenar a una breu edició limitada als Estats Units el 2 d'agost de 1985, de la desapareguda distribuïdora de cinema independent estatunidenc Castle Hill Productions, i es va estrenar directe a vídeo i televisió de pagament poc després.1 The Hills Have Eyes Part II es va publicar per primera vegada en DVD el 20 de març de 2012. Redemption i Kino Lorber films van llançar una edició remasteritzada de la pel·lícula a Blu-ray el 30 de març de 2012. La pel·lícula també es va estrenar en VHS per Thorn EMI i en LaserDisc per Republic Pictures.

## Remake
The Hills Have Eyes 2 és una pel·lícula de terror nord-americana de 2007, i la seqüela de la pel·lícula de 2006 que va ser un remake de la pel·lícula de terror de 1977. La pel·lícula segueix diversos Guàrdies Nacionals de l'Exèrcit mentre lluiten per la supervivència contra els mutants que viuen en una base militar al desert de Nou Mèxic. The Hills Have Eyes 2 va ser dirigit pel director de cinema alemany Martin Weisz i escrit per l'equip de pare i fill Wes i Jonathan Craven. Fox Atomic Comics va publicar una novel·la gràfica titulada The Hills Have Eyes: The Beginning per acompanyar el llançament del pel·lícula; va ser llançat el 3 de juliol de 2007. Fou protagonitzada oer Michael McMillian, Jacob Vargas, Flex Alexander, i Jessica Stroup.